# Björn (Birka)
Björn de Birka (n. 832) o Björn en el Montículo (Björn på Håga), Björn II, Bern fue rey de Suecia según la saga Hervarar, hijo de Erik Björnsson, que gobernó el país junto a su hermano Anund Uppsale:

Los hijos de Björn Ragnarsson fueron Erik y Refil. El último un príncipe guerrero y rey del mar. El rey Erik gobernó el reino de Suecia después de su padre, pero vivió poco tiempo. Entonces Erik Refilsson, hijo de Refil, heredó el reino. Fue un gran guerrero y un rey muy poderoso. Los hijos de Erik Björnsson fueron Anund Uppsale y Björn. Entonces el reino sueco volvió a estar dividido entre dos hermanos. Ellos heredaron el reino a la muerte de Erik Refilsson. El rey Björn construyó una casa llamada 'Montículo', y se hizo llamar «Björn en el Montículo». El escaldo Bragi Boddason estuvo con él. El rey Anund tuvo un hijo llamado Erik Anundsson, y sucedió a su padre en el trono de Upsala. Fue un rey poderoso. En sus días Harald Cabellos Hermosos se erigió rey en Noruega. Fue el primero en unir todo el país bajo su poder.

Esta cita posiciona a Björn en la primera mitad del siglo IX, y su sobrino Erik Anundsson fue contemporáneo de Harald I de Noruega. Landnámabók menciona un sueco llamado "Þórðr knappr" que fue uno de los primeros colonos en Islandia y cuyo padre se llamaba Björn at Haugi. El mismo Björn y su escaldo de la corte Bragi el Viejo también se mencionan en Skáldatal, donde también aparece un segundo escaldo, Erpr lútandi.
La confirmación sobre la figura histórica del rey Björn at Haugi se encuentra en los escritos de Rimberto (m. 888) Vita Ansgarii, donde habla de un rey llamado Björn (rex Bern) y explica el viaje de Ansgar en 827:
Tandem ad portum regni ipsorum, qui Byrca dicitur, pervenerunt, ubi benigne a rege, qui Bern vocabatur, suscepti sunt
Algunos historiadores le llaman «rey de Birka», pero no hay fundamento en ningún escrito de Rimberto, que solo menciona que Ansgar fue a Birka, que estaba en el reino de Björn. En el mismo viaje se cita al rey sueco Anund que estuvo exiliado pero regresó con un ejército mercenario danés, y este Anoundus es el mismo hermano de Björn que se menciona en la saga Hervarar.